# Bindárka
Bindárka je přírodní rezervace v katastrálním území obce Soblahov v okrese Trenčín v Trenčínském kraji na Slovensku. Území bylo vyhlášeno v roce 1983 a jeho rozloha je 8,98 hektaru. Předmětem ochrany jsou mokřadní a mezofilní aluviální společenstva s výskytem vzácných a ohrožených druhů rostlin.